# Estação Banqiao
Banqiao (chinês: 板橋, pinyin: Bǎnqiáo) é uma estação ferroviária e metroviária em Nova Taipé, Taiwan, servia pela ferrovia de alta velocidade de Taiwan, pela Taiwan Railways Administration e pelo metrô de Taipé.